# Matt Salinger
Matthew Douglas Salinger (n. 13 februarie 1960, Windsor⁠(d), Vermont, SUA) este un actor  și producător de film american. Este cel mai cunoscut pentru aparițiile sale în filmele Răzbunarea tocilarilor (1984) și Căpitanul America (1990)

## Biografie
Salinger s-a născut la 13 februarie 1960, în Windsor, Vermont, fiul autorului J. D. Salinger și al psihologului Alison Claire Douglas. Bunicul lui Salinger din partea mamei a fost criticul de artă britanic Robert Langton Douglas. Are o soră, Margaret Salinger.
Salinger a absolvit Phillips Academy Andover și a urmat Universitatea Princeton înainte de a absolvi Universitatea Columbia cu o diplomă în istoria artei și teatru.

## Filmografie

### Film
| An   | Titlu                                                      | Rol                            | Note                                             |
| ---- | ---------------------------------------------------------- | ------------------------------ | ------------------------------------------------ |
| 1984 | Răzbunarea tocilarilor (Revenge of the Nerds)              | Danny Burke                    | film de comedie pentru adolescenți               |
| 1986 | Power                                                      | Phillip Aarons                 | film dramatic                                    |
| 1989 | Options                                                    | Donald Anderson                | film de comedie                                  |
| 1990 | Căpitanul America (Captain America)                        | Steve Rogers / Captain America | film cu supereroi                                |
| 1994 | Fortunes of War                                            | Peter Kernan                   | film de acțiune                                  |
| 1994 | Babyfever                                                  | James                          | film dramatic                                    |
| 1996 | Mojave Moon                                                | -----                          | road movie (produs de Matt Salinger)             |
| 1998 | O iubire fără sfârșit                                      | Reverendul Hanley              | film dramatic fantastic                          |
| 1999 | Diavolului îi stă bine în negru (Let the Devil Wear Black) | -----                          | film thriller de crimă (produs de Matt Salinger) |
| 2002 | The Year That Trembled                                     | Professor Jeff Griggs          | film dramatic romantic de război                 |
| 2005 | Bigger Than the Sky                                        | Mal Gunn                       | film dramatic                                    |
| 2010 | Harvest                                                    | Professor Wickstrom            | film dramatic                                    |
| 2014 | Learning to Drive                                          | Peter                          | film de comedie dramatic                         |
| 2015 | Endless Night (Spanish: Nadie quiere la noche)             | Captain Spalding               | film dramatic                                    |
| 2017 | Love After Love                                            | Michael                        | film dramatic romantic                           |
| 2018 | Wetware                                                    | Mashita                        | film SF                                          |
| 2019 | A Call to Spy                                              | William Donovan                | film dramatic istoric                            |
| 2021 | The Ice Road                                               | CEO Thomason                   | film de acțiune                                  |

### Televiziune
| An        | Titlu                             | Rol               | Note                                                                                            |
| --------- | --------------------------------- | ----------------- | ----------------------------------------------------------------------------------------------- |
| 1986      | Blood & Orchids                   | Bryce Parker      | (film de televiziune) film dramatic de crimă                                                    |
| 1986      | Manhunt for Claude Dallas         | Claude Dallas Jr. | (film de televiziune)                                                                           |
| 1987      | Deadly Deception                  | Jack Shoat        | (film de televiziune)                                                                           |
| 1993      | Picket Fences                     | Dr. Danny Shreve  | serial TV de familie dramatic                                                                   |
| 1993-1994 | Second Chances                    | Mike Chulack      | serial TV dramatic                                                                              |
| 2004      | Law & Order: Special Victims Unit | Seth Webster      | sezonul 5 / episodul 13 - "Hate"                                                                |
| 2004-2005 | 24                                | Mark Kanar        | ziua 3 (sezonul 3 / 2004): 9:00 a.m.-10:00 a.m. ziua 4 (sezonul 4 / 2005): 9:00 a.m.-10:00 a.m. |
| 2008      | Law & Order: Criminal Intent      | Bill Phillips     | sezonul 7 / episodul 19 - "Legacy"                                                              |

### Video
| An   | Titlu          | Rol                                  | Note                                              |
| ---- | -------------- | ------------------------------------ | ------------------------------------------------- |
| 1993 | Firehawk       | Tex                                  | film de acțiune (regizat de Cirio H. Santiago)    |
| 2005 | The Marksman   | General Parent (as Matthew Salinger) | film de acțiune (regizat de Marcus Adams)         |
| 2005 | Black Dawn     | Myshkin (as Matthew Salinger)        | film de acțiune (regizat de Alexander Gruszynski) |
| 2008 | Pistol Whipped | Dealer                               | film de acțiune (regizat de Roel Reiné)           |

### Teatru
| An   | Titlu            | Rol   | Note                         |
| ---- | ---------------- | ----- | ---------------------------- |
| 2000 | The Syringa Tree | ----- | (produs de Matthew Salinger) |